# Orthonecroscia violascens
Orthonecroscia violascens är en insektsart som först beskrevs av Ludwig Redtenbacher 1908.  Orthonecroscia violascens ingår i släktet Orthonecroscia och familjen Diapheromeridae. Inga underarter finns listade i Catalogue of Life.